# جوئل ابوحنا
جوئل ابوحنا (عربی: جوئيل أبو حنا؛ زادهٔ ۲۲ ژانویهٔ ۱۹۹۸) بازیکن فوتبال اهل آلمان است.
از باشگاه‌هایی که در آن بازی کرده‌است می‌توان به باشگاه فوتبال کایزرسلاوترن اشاره کرد.
وی همچنین در تیم‌های ملی فوتبال جوانان آلمان، جوانان آلمان، جوانان آلمان، و اسرائیل بازی کرده‌است.